# Ogden (Utah)
Ogden é uma cidade localizada no estado norte-americano de Utah, no Condado de Weber.
A Universidade Estadual de Weber fica localizado na cidade e o Aeroporto Municipal de Ogden-Hinckley fica a sudoeste da cidade,sendo esse o aeroporto municipal,mais movimentado do estado do Utah.
Em Ogden fica um dos mais antigos resorts de ski do país, o Snowbasin. Foi utilizado durante os Jogos Olímpicos de Inverno de 2002, realizados em Salt Lake City.
Ogden é a cidade principal da Região Metropolitana de Ogden-Clearfield, que inclui todas as cidades do Condado de Weber. De acordo com o censo de 2008, a população da região metropolitana é de 531.488 habitantes.

## Demografia
Segundo o censo norte-americano de 2000, a sua população era de 77.226 habitantes.
Em 2006, foi estimada uma população de 78.086, um aumento de 860 (1.1%).

## Geografia
De acordo com o United States Census Bureau tem uma área de
69,0 km², dos quais 69,0 km² cobertos por terra e 0,0 km² cobertos por água. Ogden localiza-se a aproximadamente 1383 m acima do nível do mar.

## Localidades na vizinhança
O diagrama seguinte representa as localidades num raio de 8 km ao redor de Ogden.